# Wendelin Thannheimer
Wendelin Thannheimer (* 25. November 1999) ist ein deutscher Nordischer Kombinierer. Er wurde 2025 in Trondheim Weltmeister in der Staffel.

## Werdegang
Thannheimer, der für den Skiclub 1906 Oberstdorf startet, nahm im August 2015 erstmals an den deutschen Meisterschaften teil. Bei den Wettkämpfen in seiner Heimatstadt Oberstdorf kam er auf den 31. Platz im Einzelwettkampf, wohingegen er den Teamsprint gemeinsam mit Julian Schmid aufgeben musste. Kurz darauf am 12. September 2015 gab er in Winterberg sein Debüt im Alpencup. Tags darauf lief er beim Gundersen Einzel erstmals in die Punkteränge. In den folgenden Jahren diente der Alpencup als wichtigstes Wettkampfformat zum Leistungsvergleich. Im Zeitverlauf war dabei anhand der Endresultate eine deutliche Entwicklung zu beobachten, sodass sich seit dem Januar 2017 vermehrt Ergebnisse unter den besten Zehn einstellten. Bei seinem Continental-Cup-Debüt am 5. Januar 2018 in Klingenthal belegte Thannheimer den 39. Platz. Dabei ging er als 35. auf die Loipe, doch verlor er beim Langlauf weitere Sekunden, sodass er die Punkteränge noch nicht erreichen konnte. Einen Monat später gelang ihm erstmals der Sprung in die Punkteränge der zweitklassigen Wettkampfserie, als er in Planica von der Großschanze und über zehn Kilometer Elfter wurde. Die Saison schloss er auf Rang 59 der Continental-Cup-Gesamtwertung sowie auf dem zwölften Platz der Alpencup-Gesamtwertung ab.
In den ersten Wintermonaten 2018/19 erzielte Thannheimer im Alpencup konstant vordere Platzierungen, wodurch er seine Teilnahme an den Nordischen Junioren-Skiweltmeisterschaften 2019 in Lahti sichern konnte. Dort kam er lediglich im Gundersen Einzel zum Einsatz, wo er mit rund einer Minute Rückstand den siebten Platz belegte. Im Anschluss an die Junioren-Weltmeisterschaften wurde er in die nationale Gruppe für die Weltcup-Rennen in Klingenthal berufen. Am 2. Februar 2019 lag er bei seinem Weltcup-Debüt nach dem Sprunglauf noch auf Rang 29, verlor diese Position allerdings mit der zweitschlechtesten Laufzeit des Teilnehmerfeldes und erreichte schließlich Rang 33. Tags darauf verfehlte er als 31. um knapp 16 Sekunden seinen ersten Weltcup-Punkt. Auch in der folgenden Woche war er in Lahti Teil des deutschen Weltcup-Teams, welches aufgrund einer Trainingspause der deutschen Spitzensportler vorwiegend aus B-Kader-Athleten bestand. Am ersten Wettkampftag belegte er gemeinsam mit Martin Hahn den vierzehnten Platz im Teamsprint, ehe er tags darauf im Gundersen Einzel Rang 33 belegte. Nachdem er sich im Sommer 2019 erfolglos im Grand Prix versucht hatte, gelang ihm als Zehnter bei den deutschen Meisterschaften Mitte Oktober in Johanngeorgenstadt erstmals eine Platzierung unter den besten Zehn. Im Teamsprint belegte er darüber hinaus gemeinsam mit Simon Hüttel den sechsten Rang. Im Winter 2019/20 nahm er hauptsächlich an Wettbewerben des Continental Cups teil. Bereits beim Auftaktwochenende in Park City gelangen ihm mit den Rängen acht und neun zwei Platzierungen unter den besten Zehn und auch in den folgenden Monaten konnte Thannheimer konstant Ergebnisse in den Top 15 erzielen. Sein bestes Saisonresultat war der siebte Platz im Massenstart in Eisenerz. In der Gesamtwertung belegte er den sechzehnten Rang.
Bei den deutschen Meisterschaften 2020 im heimischen Oberstdorf wurde Thannheimer Elfter im Einzel, ehe er gemeinsam mit Julian Schmid als Vierter im Teamsprint knapp seine erste nationale Medaille verpasste. Auch in der Saison 2020/21 startete Thannheimer in Park City im Continental Cup in den Winter. Beim ersten Wettkampf ging er als Siebter in einer guten Ausgangsposition auf die Loipe. Mit der viertbesten Laufleistung gelang ihm schnell der Anschluss an die Spitzengruppe. Letztlich erreichte er hinter Jakob Lange und Simon Hüttel den dritten Platz und somit seine erste Podestplatzierung. Im weiteren Saisonverlauf nahm er mit Ausnahme des Wochenendes in Lahti an allen Continental-Cup-Wettbewerben teil und erreichte dabei stets die Top 20. In der Gesamtwertung wurde er Neunter. Darüber hinaus versuchte er sich Anfang Februar sowie zum Saisonabschluss Ende März in Klingenthal im Weltcup, wo der 33. Platz sein bestes Resultat darstellte und er somit punktlos blieb. Am zweiten Wettkampftag des Grand Prix 2021 in Oberhof gewann Thannheimer seinen ersten Punkt in dieser Sommer-Wettkampfserie. Zu Beginn des Winters 2021/22 stellte sich Thannheimer im Continental Cup der Konkurrenz. Dabei erreichte er bei allen sechs Wettkämpfen der ersten Saisonperiode die besten Zehn. Mitte Januar wurde Thannheimer in die nationale Gruppe für die Weltcup-Rennen in Klingenthal berufen. Dort lief er am ersten Wettkampftag auf den 29. Platz und gewann so seine ersten beiden Weltcup-Punkte.
Gemeinsam mit David Mach gewann er im Team Bayern den Teamsprint bei den deutschen Meisterschaften 2024 in Zella-Mehlis.

## Privates
Thannheimers jüngere Schwester Germana Thannheimer (* 2002) ist als Skilangläuferin aktiv.

## Erfolge

### Continental-Cup-Siege im Einzel
| Nr. | Datum        | Ort      | Disziplin               |
| --- | ------------ | -------- | ----------------------- |
| 1.  | 3. März 2023 | Eisenerz | Gundersen Normalschanze |
| 2.  | 5. März 2023 | Eisenerz | Gundersen Normalschanze |

### Continental-Cup-Siege im Team
| Nr. | Datum         | Ort      | Disziplin                |
| --- | ------------- | -------- | ------------------------ |
| 1.  | 4. März 2023  | Eisenerz | Mixed-Team Normalschanze |
| 2.  | 19. März 2023 | Lahti    | Teamsprint Großschanze   |

## Statistik

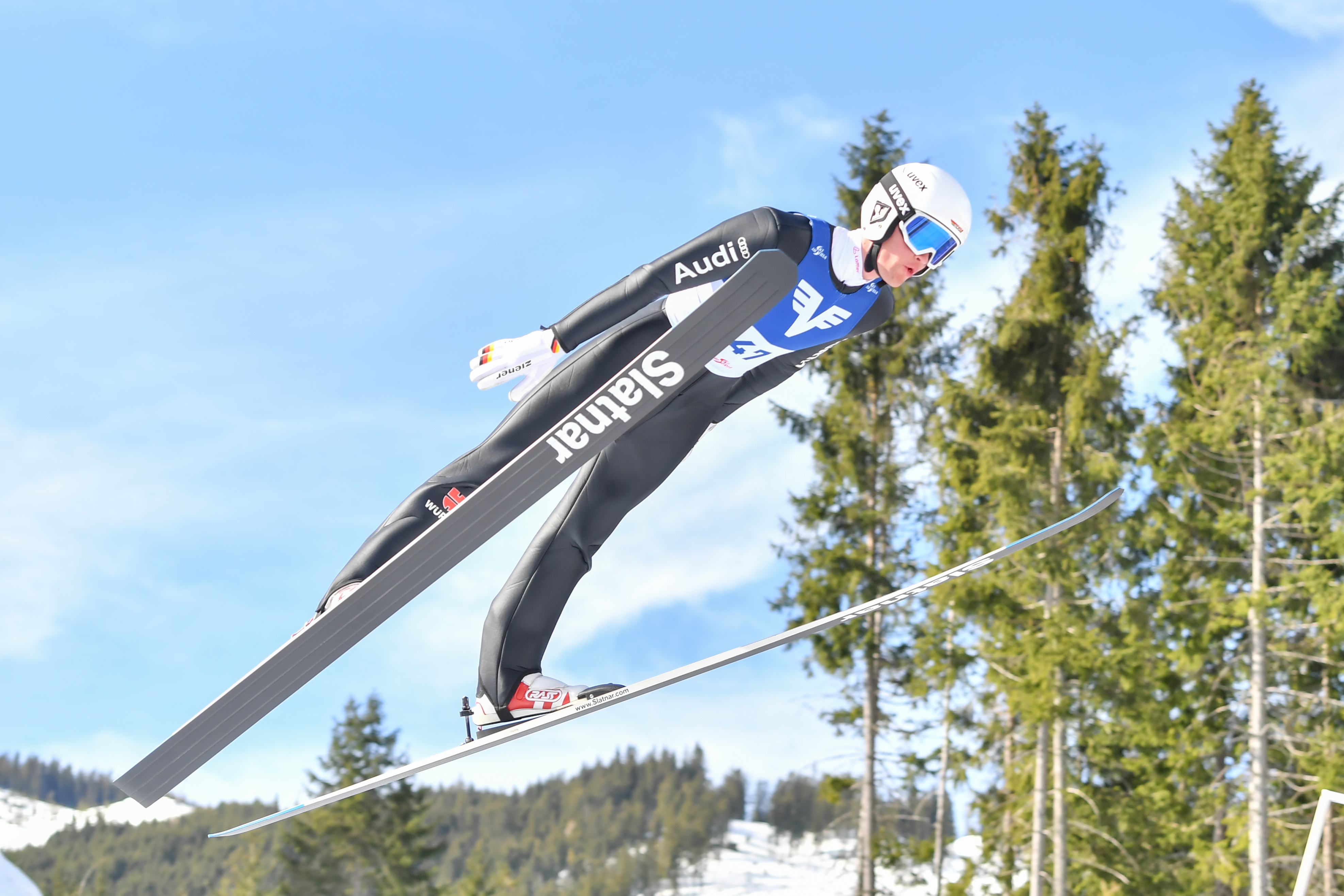
Thannheimer 2020

### Weltcup-Platzierungen
| Saison  | Platz | Punkte |
| ------- | ----- | ------ |
| 2021/22 | 51.   | 007    |
| 2022/23 | 40.   | 033    |
| 2023/24 | 24.   | 395    |
| 2024/25 | 11.   | 683    |

### Grand-Prix-Platzierungen
| Saison | Platz | Punkte |
| ------ | ----- | ------ |
| 2021   | 52.   | 001    |
| 2022   | 40.   | 013    |
| 2023   | 08.   | 144    |

### Continental-Cup-Platzierungen
| Saison  | Platz | Punkte |
| ------- | ----- | ------ |
| 2017/18 | 59.   | 049    |
| 2019/20 | 16.   | 241    |
| 2020/21 | 09.   | 314    |
| 2021/22 | 03.   | 776    |
| 2022/23 | 02.   | 577    |

### Platzierungen beideutschen Meisterschaften
| Jahr und Ort              | Wettbewerb | Wettbewerb |
| Jahr und Ort              | Einzel     | Teamsprint |
| ------------------------- | ---------- | ---------- |
| 2015 Oberstdorf           | 31.        | DNF        |
| 2016 Oberhof              | 24.        | 15.        |
| 2017 Klingenthal          | 24.        | 13.        |
| 2018 Hinterzarten         | 16.        | 08.        |
| 2019 Johanngeorgenstadt   | 10.        | 06.        |
| 2020 Oberstdorf           | 11.        | 04.        |
| 2021 Oberhof              | 12.        | 05.        |
| 2022 Hinterzarten         | 07.        | 03.        |
| 2023 Klingenthal          | 07.        | –          |
| 2024 Oberhof/Zella-Mehlis | 03.        | 01.        |

## Auszeichnungen
- 2019: Sportler des Jahres im Allgäuer Skiverband[5]